# Esprit-Joseph Blanchard

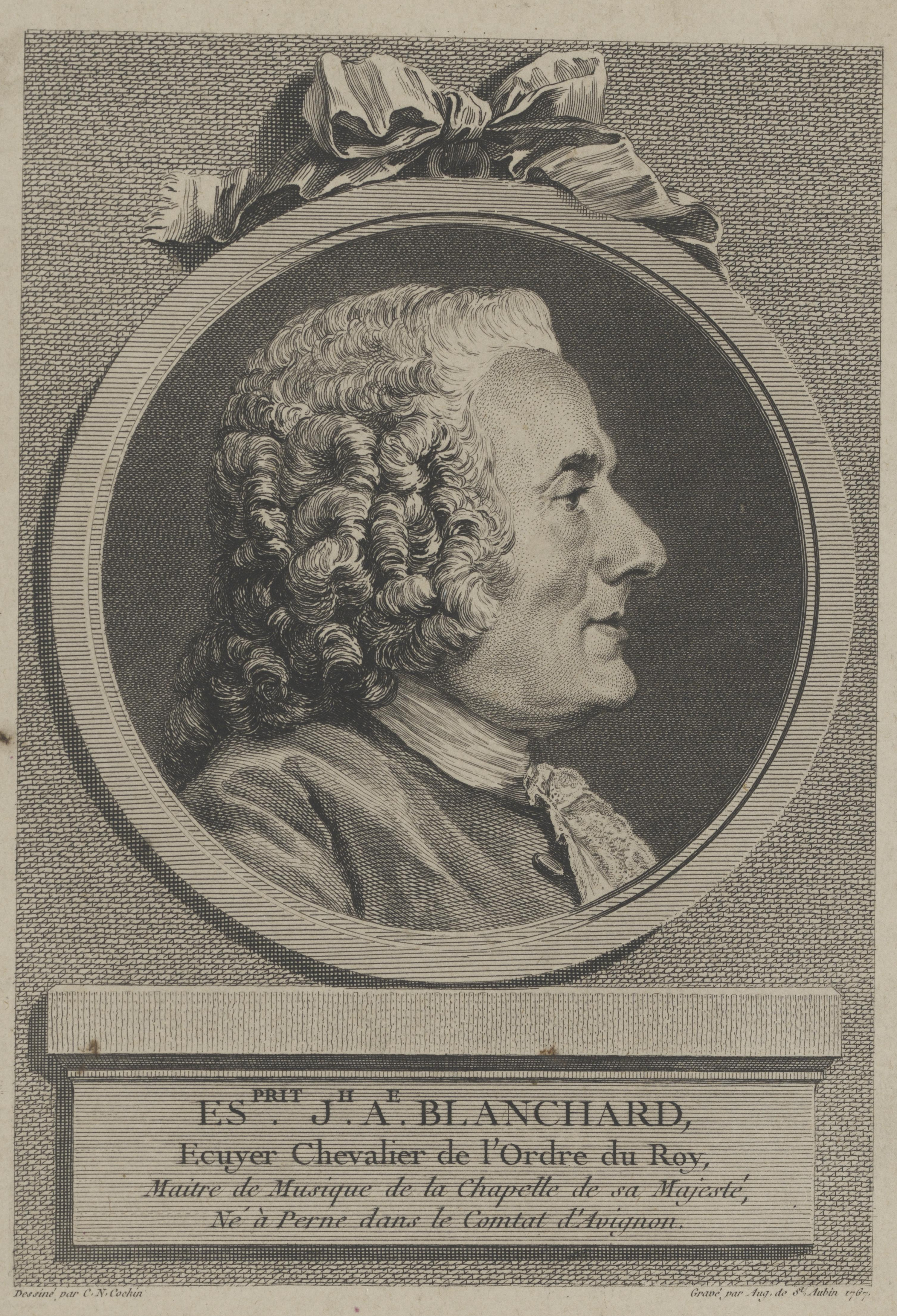
Esprit-Joseph Blanchard

Joseph Blanchard  (ook Antoine Blanchard), bijgenaamd Esprit (Pernes-lès-Fontaine, 29 februari 1696 – Versailles, 10 april 1770) was een Frans componist.
Op 8-jarige leeftijd trad hij in de voetsporen van Campra en werd hij lid van het koor van de Saint-Saveur van Aix-en-Provence en leerling van Guillaume Poitevin.
Na zijn priesterwijding werd hij kapelmeester van de Saint-Victor te Marseille, de kathedraal van Toulon en vervolgens van de kathedraal van Besançon. In 1732 werd een van zijn motetten gespeeld tijdens de Concert Spirituel te Parijs. Vanaf 1734 leidde Blanchard het koor van Amiens. De eerste successen in de Parijs en de vriendschap van Campra zorgden ervoor dat zijn Laudate Dominum quoniam bonus in Versailles met succes werd uitgevoerd en hij de vrijgekomen post van Bernier kon innemen in de Chapelle royale, naast Campra, Madin en Gervais; bij de dood van Madin kreeg hij er de verantwoordelijkheid voor de koorknapen van de Chapelle bij. Toen hij deze positie in 1754 weer moest afstaan, werd hij als compensatie voor de gederfde inkomsten in de adelstand verheven; hij ontving het ordelint van de Ordre de Saint-Michel, vacant na de dood van Rameau.
In 1765 trok Blanchard zich terug. Met zijn collega Gauzargues en de surintendant Dauvergne zat hij in 1767 nog in de jury die Giroust als sous-maître koos. 
Blanchard dirigeerde de Chapelle voor de laatste maal bij de begrafenis van koningin Maria Leszczyńska in 1768; zijn functies had hij al overgedragen aan Mathieu, de eerste violist van de Chapelle die hem na zijn dood ook zou opvolgen.
Blanchards werk omvat bijna uitsluitend grands motets voor groot koor en orkest voor de Chapelle royale, waarvan hij er een veertigtal schreef. Zijn vroege werk toont, net als bij zijn streekgenoot Campra (beiden afkomstig uit de Provence), de invloed van Poitevin. In de daaropvolgende werken is de invloed zichtbaar van de nog alom heersende stijl van Delalande, maar Blanchard introduceert wel nieuwe elementen: (sonatevorm) en instrumenten (klarinetten en hoorns).
Blanchard is de musicus die Jean-Jacques Rousseau in zijn jeugd ontmoet en die hij in zijn Confessions (Bekentenissen) noemt.